# Jan Notermans
Jan Notermans (Sittard, 1932. július 29. – Sittard, 2017. június 8.) válogatott holland labdarúgó, fedezet, edző.

## Pályafutása

### Klubcsapatban
1955 és 1964 között a Fortuna '54 labdarúgója volt, ahol két holland kupa győzelmet ért el a csapattal. 1964-65 az RKSV Sittardia együttesében fejezte be az aktív labdarúgást.

### A válogatottban
1956 és 1960 között 25 alkalommal szerepelt a holland válogatottban és két gólt szerzett.

### Edzőként
1968 és 1985 között edzőként tevékenykedett. 1971-72-ben az NSZK-ban dolgozott. Először az Arminia Hannover, majd az Arminia Bielefeld együttesénél. 1973 és 1975 között a Go Ahead Eagles, 1976-77-ben az FC Groningen, 1977-ben az alkmaari AZ, 1979 és 1983 között a Helmond Sport, 1984-85-ben a Willem II vezetőedzője volt.

## Sikerei, díjai
Fortuna '54
- Holland kupa (KNVB)
  - győztes: 1957, 1964